# HK P2A1信號槍
HK P2A1是一款單發、中折裝填式26.5毫米信號槍，發射26.5×80毫米信號彈、煙霧彈或照明彈。

## 概述
P2A1可給警察和軍隊以及緊急醫療服務，以及航空和海運（專業遊艇駕駛）所使用。它既可以發射26.5毫米或25毫米兩種口徑的信號彈，亦可以使用適配器以發射在體育用品店出售的市售型12鉛徑信號彈。
武器的主體大多是聚合物复合材料製造，而槍管和後膛則是由钢製成。其設計非常堅固和簡單，P2A1具有發射約1,500發全亮度信號彈的預期壽命。但在以前，這一點亦導致預期壽命以後，因槍管腐蝕而使得武器不安全。
P2A1也有發射催淚彈的轉換套件。在這種情況下，需要從後膛插入一根口徑較小的插件式槍管。在槍口方面，裝上發射筒的催淚榴彈須被擰緊。該特殊的發射筒所發射的催淚榴彈需要由7.62×51毫米北約口徑子彈所推動。
P2A1被德國聯邦國防軍所採用，並且被命名為“SigPi”（德語：的縮寫，意為：信號手槍）。而瑞士軍隊所採用的P2A1是由W+F特許生產，並且命名為Raketenpistole 78。

## 流行文化
HK P2A1信號槍登場於多部电影、电視和电脑游戏裡，例如：

### 電影
- 1996年—《火線勇氣》：由約翰·莫夫里斯上士（Staff Sergeant John Monfriez，路戴蒙·菲利浦飾演）所使用。
- 1997年—：由女主角安妮·波特（Annie Porter，珊卓·布拉克飾演）所使用。
- 2006年—：由黑客路德·斯蒂克爾（Luther，文·雷姆斯飾演）所使用。
- 2009年—：由山姆·魏瓦奇（Sam Witwicky，沙·拉保夫飾演）用於標記NEST部隊和的位置。
- 2010年—：由洛杉磯倖存者安喬·歐提茲（Angel Ortiz，賽吉爾·佩里斯·曼切塔飾演）所使用。

## 外部連結
- （德文）—Official P2A1 page（页面存档备份，存于）
- （英文）—HK-USA—P2A1
- （英文）—HKPRO—P2A1（页面存档备份，存于）
- （英文）—Flare Gun Sales—HK Heckler & Koch Flare Gun Model P2A1（页面存档备份，存于）
- （简体中文）—D Boy Gun World（槍炮世界）—P2A1信号枪（页面存档备份，存于）